# Convento dei Domenicani (Modugno)
Il convento dei Domenicani di Modugno, in città metropolitana di Bari, è un ex struttura religiosa situata nell'attuale via Roma. Al convento soppresso è legata la chiesa di San Domenico che sorge nello stesso complesso. Gli ambienti del convento sono oggi occupati dall'Istituto Oronzo Lenti.

## Storia

### Convento domenicano
L'ordine dei Domenicani fu il primo a insediarsi a Modugno agli inizi del XV secolo. I Domenicani introdussero e diffusero il culto di San Pietro Martire nella comunità modugnese, che divenne il primo Santo Patrono. Si ha notizia di un altro convento, presente nel centro modugnese, dedicato a San Pietro apostolo, che probabilmente sorgeva nei pressi della Chiesa di S. Michele. La loro presenza diede un forte impulso alla crescita culturale della popolazione ma, nel XVIII secolo si trovavano in crisi per la gestione dissoluta dei terreni annessi al convento e il Decurionato modugnese rifiutò loro un prestito.
Nel 1451 Antonio de Risotto cede all'allora arcivescovo di Bari Francesco d'Ajello un terreno dove sorgeva la chiesetta di S. Pietro martire. In questo terreno che si trovava al di fuori delle mura cittadine sorse il monastero domenicano, intorno alla chiesetta che, secondo diverse fonti, aveva un elevato valore artistico e ospitava sculture marmoree create da Ludovico Fiorentino.

### Soppressione del convento e trasformazione in frantoio
Nel 1807 il monastero fu soppresso per ordine di Giuseppe Bonaparte. Il terreno, di proprietà demaniale, venne ceduto nel 1830 all'imprenditore francese Pietro Ravanas che avena introdotto nel Regno di Napoli tecniche e macchinari innovativi, per la molitura delle olive.
Nel 1840 aprì nei locali dell'ex convento un frantoio attrezzato con i suoi macchinari. Questo fu il più grande fra i frantoi gestiti da Pierre Ravanas: disponeva di 10 pile, 10 torchi di legno e 3 torchi idraulici. Lo stabilimento aveva una produzione di circa 1200 salme di olio nel 1842. In questo stabilimento era presente anche un'officina che consentì per la prima volta la costruzione in autonomia di botti e torchi senza doverli importare dalla Francia. Qui si registra per la prima volta un'altra innovazione introdotta da Pierre Ravanas: l'uso della bambagia per filtrare l'olio che usciva dai torchi. L'introduzione di questa innovazione nacque dall'esigenza di rispondere alla grande quantità di ordinativi ricevuti, che non consentiva di attendere l'eliminazione delle impurità per decantazione.
Ravanas utilizzo per scopi produttivi anche i locali della chiesetta annessa al convento che, già in condizioni fatiscenti, andò in rovina.
Ravanas si trasferì a Modugno nella parte finale della sua carriera, dove continuò per un paio d'anni a commerciare piccoli carichi di olio. 
Si ritirò definitivamente dagli affari nel 1850, all'età di 53 anni, in uno stato patrimoniale di forte indebitamento che lo indusse ad ipotecare le sue proprietà.

### Orfanotrofio e asilo infantile
Ritornato di proprietà demaniale, l'immobile fu venduto 
L'iniziativa del francese non ebbe molto successo e il terreno, espropriato dal demanio, venne venduto a Giovanni Romita, poi a Traversa e infine al cavalier Salvatore Pellicciari di Gravina nel 1880. Quest'ultimo istituì un orfanotrofio femminile affidato alla gestione delle Suore Stimmatine. Sulle fondamenta della precedente, venne costruita una nuova chiesa.
Nel 1903 la struttura dell'ex convento passò al Cavalier Oronzo Lenti di Noci, marito della Baronessa Giustina Bacile di Castiglione di Spongano, cugino di Salvatore Pellicciari, che diede il proprio nome all'orfanotrofio. Nel 1936 le figlie del Cavalier Lenti donarono il complesso dell'orfanotrofio alle Suore Stimmatine che realizzarono un asilo e nel 1968 edificarono un nuovo stabile accanto al precedente. La vecchia costruzione, restaurata, è oggi adibita a casa di riposo delle suore Stimatine. 
La nobildonna Laura Lenti, una delle figlie del Cavalier Oronzo, fu anche fondatrice e benefattrice del monastero Benedettino della Madonna della Scala di Noci.

## Fiera di San Pietro Martire
La fiera di San Pietro Martire, primo Patrono del paese, è in assoluto la fiera più antica di Modugno. Il Re di Napoli Ferrante d'Aragona con conferma del 1463 e altra conferma rilasciata a Bari dal Conte Gaetano d'Aragona, Luogotenente e Protonotaro di Ferrante, il 27 ottobre 1464 aveva concesso il solo privilegio che "gli uomini della terra di Modugno siano franchi da ogni gabella, imposizioni et altri pagamenti tanto nel comprare quanto nel vendere in ogni città, luogo e castello del Regno in una giornata da essa Università di Modugno".
La Fiera di S.Pietro Martire di Modugno invece fu concessa con Diploma del 1498 da Federico d'Aragona Re di Napoli ai Frati predicatori mendicanti del Monastero Domenicano di San Pietro Martire di Modugno e confermata con Diploma di Ferdinando II di Aragona detto il Cattolico e Isabella di Castiglia detta la Cattolica tramite il Gran Capitano Generale Consalvo di Cordova, futuro I Viceré di Napoli il 24 aprile 1502 in terra di Atella (PZ). Ulteriore conferma del Privilegio fu ottenuta dai frati con Diploma del Re di Francia Luigi XII (detto anche Ludovico Re di Francia) rilasciato in Bitonto il 25 ottobre 1502.
Si riporta di seguito un piccolo passo originale in latino del testo di quest'ultimo Diploma che comunque riassume il contenuto degli altri.
Dalla lettura del testo completa si evincono notizie importantissime riguardo dove, come e quando si svolgeva la Fiera di Modugno nel XV e XVI sec. e della disputa che avvenne con la città di Bari per la concomitanza delle fiere. La Fiera si svolgeva davanti allo spazio del Convento Domenicano di San Pietro Martire in via Bari il giorno 24 aprile di ogni anno e aveva la durata di otto giorni consecutivi con tutte le esenzioni e le franchigie delle altre fiere del Regno. Per tutta la durata della fiera venivano innalzate le insegne e i vessilli del Re, del Feudatario e del città. La fiera si apriva con un colpo di cannone al mattino e si chiudeva la sera con un altro colpo di cannone. Il Mastromercato o Maestro della fiera aveva anche la giurisdizione criminale e risolveva le dispute riguardanti la scambio delle merci. Questi saliva su un alto podio la mattina e scendeva la sera. Le due Conferme si resero necessarie per una disputa nata con la città di Bari per la concomitanza della Fiera di Bari che iniziava il 28 aprile e ciò aveva creato pregiudizio per la fiera di Modugno. Ma i frati modugnesi, avendo saputo che in terra di Atella(PZ) soggiornava il Gran Capitano Spagnolo Consalvo di Cordova il quale a breve avrebbe incontrato il francese Duca di Nemours, pensarono bene di recarsi ivi e di ottenere la conferma della Fiera per il 24 aprile 1502. Poiché tale conferma probabilmente non fu sufficiente per risolvere la lite con la città di Bari, nell'ottobre dello stesso anno 1502 chiesero altra conferma in Bitonto (Ba) al Re di Francia e Duca di Milano Luigi XII tramite il Regio protonotaro Cancellario, conferma che ottennero.